# Manvarg
Manvarg eller manhund (Chrysocyon brachyurus) är ett rovdjur i familjen hunddjur. Den tillhör, trots trivialnamnet, inte vargsläktet Canis utan placeras som ensam art i släktet Chrysocyon. Manvargen kännetecknas av en rödaktig päls med mörk man vid skuldran samt långa extremiteter. Den förekommer i Sydamerikas pampas och angränsande regioner. På grund av jakt och habitatförstöring kategoriseras manvargen som nära hotad.

## Utseende

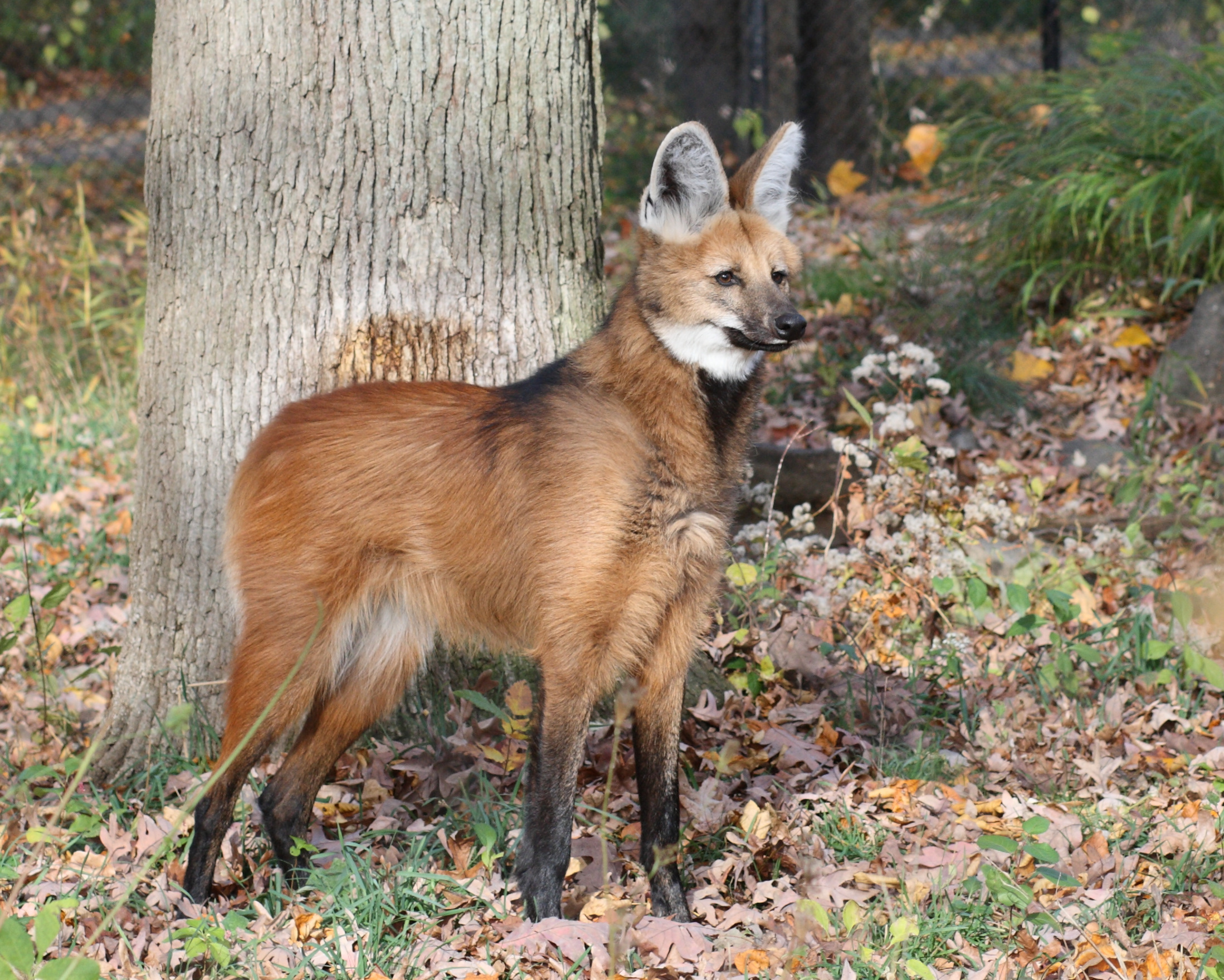
En manvarg på Beardsley Zoo i Bridgeport, Connecticut, USA.

Manvargen påminner om ett mellanting mellan varg och räv. I förhållande till vargen har den en jämförelsevis slank kroppsbyggnad och kort bål samt mycket längre ben vilket ger den en kvadratisk kroppsform. Den har även smalare nos, trängre bröst och kortare svans. I nacken och vid ryggen sträcker sig en man med cirka 13 cm långa hår som kan resas upp vid hot. Färgen är rödbrun och är vid ryggens mitt något mörkare och undertill gulaktig. I nacken finns en stor, cirka 47 cm lång svartbrun fläck, som sträcker sig nedåt ryggen. Halsen och inneröronen är vita medan nosen, frambenen och den distala delen av bakbenen är svarta. Vanligtvis är ungefär 44 procent av manvargens svans vit, men skillnaden mellan individerna är så pass stor att andelen vitt kan variera från 17 till 66 procent. Kroppens längd går upp till 1,30 meter och svansens längd till 40 centimeter. Mankhöjden är vanligtvis 70 centimeter, men kan uppgå till 100 centimeter. Det finns ingen yttre skillnad mellan könen. Vikten ligger vanligen mellan 20 och 25 kilogram.
Då manvargen bara jagar mindre bytesdjur är den övre delen av den för rovdjur typiska tandsaxen förminskad. Tandformeln för vuxna individer är I 3/3 C 1/1 P 4/4 M 2/3, alltså 42 tänder.
Manvargen förväxlas sällan med andra djur på grund av sitt karakteristiska utseende. Ungdjur förväxlas dock ibland med unga krabbätarrävar.

## Taxonomi
Manvargen har många drag som påminner om äkta rävar (Vulpes), men är inte närmare släkt med dem. Detta märks bland annat på att den har runda pupiller medan äkta rävar har oval pupill. Manvargen skilde sig evolutionärt tidigt från andra hunddjur och är idag den enda levande arten i sin utvecklingslinje. Studier med elektrofores visade inga överensstämmelser med andra nutida hunddjur. Utifrån dessa studier placeras manvargen som enda överlevande av en grupp stora sydamerikanska hunddjur som föll offer för massutdöende under pleistocen. Man har funnit fossil och subfossil av manvarg från senare pleistocen till nutid på det brasilianska höglandet.
En studie från 2003 som undersökte hjärnan hos flera hunddjur placerade manvargen tillsammans med den utdöda falklandsräven och släktet Pseudalopex i en gemensam grupp. En studie av hunddjurens DNA som publicerades 2009 indikerar att falklandsräven är manvargens närmaste släkting under historisk tid och att de har en gemensam anfader som levde för cirka 6 miljoner år sedan.
Den närmaste levande släktingen till manvargen är skogshunden. Mer avlägsna band finns till andra sydamerikanska hunddjur som krabbätarräv, Atelocynus microtis och släktet Pseudalopex.
Manvargen är en monotypisk art och delas alltså inte upp i några underarter.

## Utbredning och habitat
Manvargen förekommer i Sydamerika i centrala och södra Brasilien, Paraguay, norra Argentina, östra Bolivia och sydöstra Peru. Populationen i Uruguay är troligen utdöd. Manvargen lever i olika habitat som gräsmarker - exempelvis Pampas - öppna skogar, landskap som tidvis översvämmas och buskmarker. Den anpassar sig i viss mån till kultiverade landskap, men undviker vanligen intensivt brukade jordbruksområden.

## Ekologi

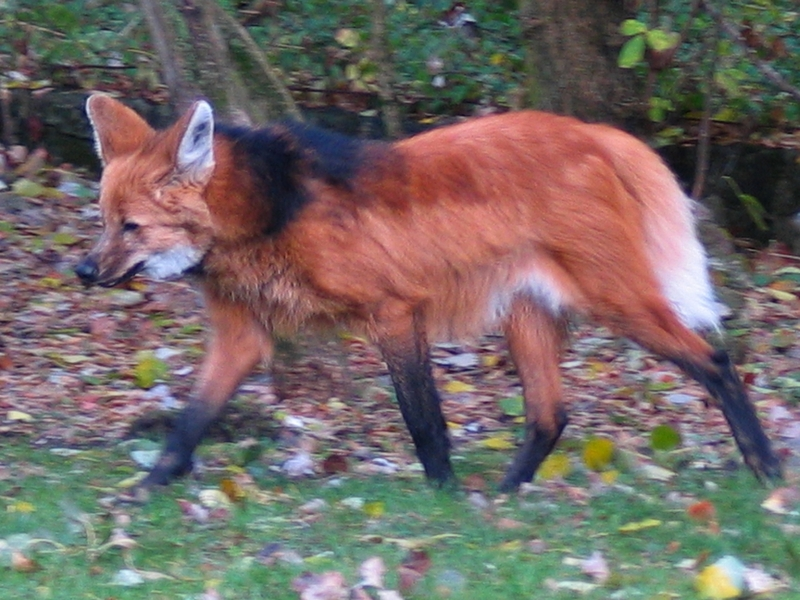
Manvarg

### Föda och födosök
De stora, cirka 16 cm långa öronen hjälper manvargen att smyga sig på sitt byte, men de långa benen, som förenklar förflyttning i högt gräs gör att den rör sig styltigt och långsamt. Därför jagar den främst mindre djur som bältor, möss, maror, fåglar och fisk. Den äter även ryggradslösa djur som blötdjur och insekter. En stor del av kosten består av frukt. Av frukterna föredrar manvargen arten Solanum lycocarpum som därför på engelska kallas "wolf apple" (vargäpple). Enligt studier äter den till 61,5 procent en kost som består av nämnda frukt kompletterat med gnagare och småfåglar. Jakten på smådjur lyckas i genomsnitt vid 21 procent av försöken. Det är ovanligt att manvargen äter as från människans fällor eller vid vägkanten.
Manvargen har stor betydelse för spridningen av frön från de växter som den äter. Rovdjuret lämnar ofta sin avföring på bon av bladskärarmyror som i sin tur gödslar sin svamp med spillningen. Själva fröna plockar myrorna bort och lämnar bredvid myrstacken. Denna process ökar utsädets groddbarhet avsevärt.
Manvargen är nattaktiv och gömmer sig under dagen i buskage, men i områden långt från människan händer det att den även är aktiv på dagen. Den kan ströva upp till 32 km under en natt under sitt födosök.

### Revir

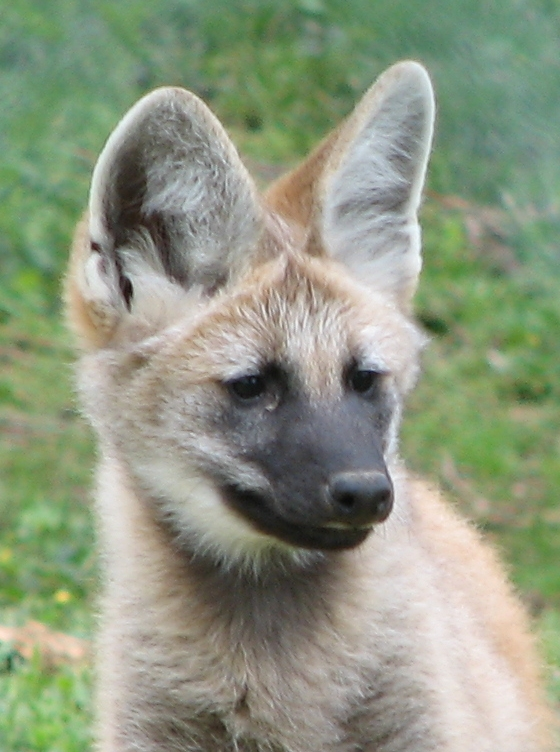
Ett ungdjur.

Vanligen har en hane och en hona ett gemensamt revir som är cirka 27 kvadratkilometer stort, men utanför parningstiden undviker de kontakt med varandra. För kommunikationen har de tre olika sorters läten. Territoriets gränser markeras med urin och hannen försvarar reviret mot inkräktare. Revirstrider kan i vissa fall leda till döden för en av parterna. Djurets urin har en markant doft som påminner om humle eller hampa.

### Parning
Honor kan bara para sig en gång per år. Parningstiden styrs troligen av ljusförhållanden. Efter dräktigheten som varar i 55 till 66 dagar föder honan ett till fem ungdjur, i sällsynta fall upp till sju. Honan gräver ingen lya utan placerar sina ungar på ett tjockare lager gräs. Ungarna väger vid födelsen 340 till 430 gram och öppnar ögonen efter ungefär nio dagar. Nyfödda ungar är svarta och efter cirka tio veckor får de den rödaktiga pälsen. De avvänjs efter ungefär 15 veckor och efter cirka ett år är de fullt utvecklade och könsmogna. Vid denna tidpunkt lämnar ungarna föräldrarnas revir och tidigast ett år senare har de egna ungar. Hannens uppgifter vid ungarnas uppfostring är oklar; den iakttogs i flera fall med ungarna och honan utan tydlig vårdande aktivitet.
Enstaka individer i fångenskap har blivit 15 år gamla.

## Hot och status
Manvargen har egentligen inga naturliga fiender. Den finns enskilda dokumenterade fall av att puma dödat manvarg, och tamhund har ibland rapporterats döda manvarg.
Manvargen är hotad i hela sitt utbredningsområde, men bara upptagen i den nationella rödlistan av Brasilien och Argentina. Trots jaktförbud som även utfärdats i Paraguay och Bolivia jagas arten intensivt på många håll. Bland annat eftersom vissa delar av djuret används som medicin och amuletter. Samtidigt minskar artens utbredningsområde på grund av expanderande jordbruk, årlig bränning av grässlätterna och vägbyggnationer som fragmenterar manvargens habitat. I regioner med ett tätt vägnät faller cirka hälften av årsungarna offer för trafiken. IUCN listar därför arten som nära hotad (NT).
Arten förekommer vid flera djurparker över hela världen och zoodjurens stambok etablerades 1972 vid Heidelbergs universitet. Det flyttades 1979 till Frankfurts zoo och 2010 till Leipzigs zoo.